# Insegurança emocional
Insegurança é um sentimento mal-estar geral ou nervosismo que pode ser desencadeado pela percepção de si mesmo ser vulnerável de alguma forma, ou um senso de incapacidade ou instabilidade que ameaça a própria autoimagem ou ego. · 

## Descrição
Uma pessoa que é insegura não tem confiança em seu próprio valor e em uma ou mais de suas capacidades, não tem confiança em si mesma ou em outros, ou teme que um estado positivo presente seja temporário e irá decepcioná-la e causar-lhe perdas ou sofrimento por "dar errado" no futuro. Este é um traço comum, o qual difere apenas em grau entre as pessoas.
Isto não pode ser confundido com humildade, a qual envolve reconhecer as próprias limitações mas ainda mantendo uma dose saudável de autoestima. Insegurança não é uma avaliação objetiva de sua própria habilidade mas uma interpretação emocional, já que duas pessoas com as mesmas capacidades podem ter níveis totalmente diferentes de insegurança.
Insegurança pode ajudar a causar timidez, paranoia e retraimento social, ou alternativamente pode encorajar comportamentos compensatórios tais como arrogância, agressão ou bullying em alguns casos.
O fato de que a maioria dos seres humanos são emocionalmente vulneráveis e tem a capacidade de se machucar implica que a insegurança emocional poderia ser meramente uma diferença de consciência.
A insegurança tem muitos efeitos na vida de uma pessoa. Existem muitos níveis. Quase sempre causa algum grau de isolamento como uma típica pessoa insegura se retira do meio até certo ponto. Quanto maior a insegurança maior o grau de isolamento. A insegurança está geralmente enraizada nos anos da infância da pessoa. Como ofensa e amargura, ela cresce em camadas, se tornando muitas vezes uma força imobilizadora que define um fator limitante na sua vida. A insegurança rouba por graus; o grau ao qual está entrincheirado iguala o grau de poder que ela tem na vida da pessoa.
Como a insegurança pode ser angustiante e parecer ameaçadora à psiquê, ela geralmente pode ser acompanhada por um tipo de personalidade controladora ou esquiva, como mecanismos psicológicos de defesa.
A insegurança pode ser superada. Exige tempo, paciência e uma compreensão gradual de que o seu próprio valor é puramente uma questão de perspectiva (ou opinião subjetiva de si mesmo) e, enquanto pode ser verdadeiro que a insegurança pode surgir de preocupações relacionadas à realidade objetiva, isto não é de forma alguma uma necessidade, mas mais uma tendência.[carece de fontes?] O primeiro dos estágios da Teoria do desenvolvimento psicossocial de Erik Erikson detalha o desafio de encontrar segurança e aprender a confiar em si mesmo e em seu ambiente.

## Como se tornar menos inseguro
As formas de reverter um quadro de grande insegurança é trabalhar diretamente com o fortalecimento da autoimagem, autoconfiança e autoestima, é importante entender como a pessoa se vê, o que é realmente dela. Para isso também é trabalhada as crenças que a pessoa insegura tem de si e dos outros, onde ela deve questionar seus pensamentos e compreender como eles podem ser autolimitantes e ainda fortalecer os pensamentos positivos ressaltando suas vitórias e pontos positivos. Procurar se tornar mais independente certamente irá fortalecer a sua autoconfiança, e principalmente, sempre questionar os motivos de sua insegurança.